# Dexter Hope
Dexter Hope (Haarlem, 30 januari 1993) is een Nederlands basketballer die speelt voor Apollo Amsterdam in de Dutch Basketball League (DBL).

## Carrière
Na bij de jeugd van BV Hoofddorp en ABC Amsterdam gespeeld te hebben besloot Hope zijn eredivisie debuut te maken bij Aris Leeuwarden. Van 2011 tot 2015 kwam Hope uit voor de Leeuwardse ploeg. In 2015 speelde Hope, als lid van het Nederlands team, op het All-Star Gala. Op 30 juli 2015 tekende hij een contract voor één jaar bij Donar Groningen, waarmee hij ook kampioen van Nederland werd. Hij besloot na één seizoen Groningen terug te gaan naar Aris, om zijn carrière te vervolgen bij het Duitse SC Rasta Vechta. Hope werd in de zomer van 2018 gespot in de Apollohal, waarin hij in korte tijd besloot om dat seizoen weer terug te gaan naar Amsterdam.

## Nederlands team
Tijdens de kwalificatie voor het EK in 2014 maakte Hope uit van het Nederlands nationaal basketbalteam.

## Erelijst
- All-Star (2015)
- Landskampioen (2016)

## Statistieken
Dutch Basketball League
| Jaar    | Team            | GS | MPW  | 2P%  | 3P%  | VW%  | RPW | APW | SPW | BPW | PPW |
| ------- | --------------- | -- | ---- | ---- | ---- | ---- | --- | --- | --- | --- | --- |
| 2011–12 | Leeuwarden      | 9  | 7.0  | .375 | .200 | .000 | 0.8 | 0.4 | 0.4 | 0.0 | 1.3 |
| 2012–13 | Leeuwarden      | 48 | 12.3 | .441 | .256 | .909 | 0.7 | 0.6 | 0.7 | 0.0 | 2.2 |
| 2013–14 | Leeuwarden      | 42 | 24.6 | .463 | .261 | .739 | 2.3 | 1.2 | 1.1 | 0.0 | 5.8 |
| 2014–15 | Leeuwarden      | 32 | 24.6 | .618 | .327 | .784 | 2.2 | 2.0 | 1.2 | 0.0 | 6.6 |
| 2015–16 | Donar Groningen | 37 | 10.0 | .405 | .500 | .917 | 1.1 | 0.7 | 0.3 | 0.0 | 3.0 |
| 2016–17 | Leeuwarden      | 31 | 24.8 | .462 | .383 | .725 | 2.7 | 2.5 | 1.3 | 0.0 | 7.7 |
| 2018–19 | Amsterdam       | 33 | 17.1 | .412 | .381 | .818 | 1.8 | 1.0 | 0.3 | 0.0 | 5.5 |